# Miguel Roldán
Miguel Ángel Roldán (Chacarita, Argentina, 31 de enero de 1960) es un guitarrista argentino de heavy metal. Es conocido por haber sido guitarrista de las bandas V8, Logos y Cruel Adicción.   

## Historia
Miguel Roldán es uno de los guitarristas más reconocidos del heavy metal argentino, destacándose por su sonido y estilo personal, así como también por su labor como compositor y productor artístico.
A los quince años comienza a tocar con amigos de la secundaria, hasta que en 1980 forma un grupo llamado Trilogía que luego derivaría en otro llamado Rigel, con marcadas influencias de bandas de rock pesado-elaborado de aquella época.
En 1982 es invitado por Ricardo Iorio y Alberto Zamarbide a formar parte de V8, pero desacuerdos internos no permiten su incorporación hasta mediados del 85’, cuando luego de la desvinculación de Osvaldo Civile y Gustavo Rowek, vuelve a ser convocado junto al guitarrista Walter Giardino y el baterista Gustavo Andino. Con esa nueva formación de V8 debuta el 8 de septiembre en la Biblioteca Popular de Olivos, ante una afluencia de público que obliga a la banda a realizar dos funciones. Cuatro meses más tarde Giardino se desvincula del grupo, y ante la decisión de Iorio de no buscar un reemplazante, Roldán se presenta en el Teatro Lavardén de Rosario como único guitarrista de V8.
A mediados del 86' graba El fin de los inicuos, colaborando con las composiciones y realizando la música del "Salmo 58". El álbum cuenta con un magro presupuesto por parte de la compañía discográfica, la cual decide además no apoyar su lanzamiento ante la objeción de la banda a realizar temas de carácter "comercial". La situación provoca la ausencia de una presentación oficial del disco y la discontinuidad de las presentaciones en vivo. Esto sumado a las diferencias internas, y al desacuerdo de sus seguidores con la nueva temática abordada por Iorio volcada al seudo cristianismo, determina finalmente la partida de Iorio y en consecuencia la separación de V8.
Hacia fines de los 80' Roldán decide comenzar un nuevo proyecto junto a Zamarbide, y ambos fundan Logos. La banda debuta en octubre de 1991, y realiza posteriormente su primer trabajo discográfico La Industria del Poder, álbum que gana todas las encuestas realizadas por los medios especializados de la época, reconociendo en temas como "Ven a la Eternidad" y "Como relámpago en la oscuridad" el trabajo de Miguel Roldán como autor y compositor. En el año 1995 graba Generación Mutante, producido artísticamente por Rudy Sarzo —bajista de Quiet Riot, Ozzy Osbourne y Whitesnake)— y a mediados de 1996 es invitado a participar como bajista de la reunión que los ex V8 realizaron en el Metal Rock Festival en el estadio de Obras Sanitarias, show que fue grabado y editado bajo el nombre de "Homenaje".
En 1997 realiza Tercer acto, álbum registrado en vivo en el Auditorio Promúsica de la ciudad autónoma de Buenos Aires. Luego de ese trabajo Zamarbide se radica en EE. UU. y eso produce un impasse en la carrera de Logos, período durante el cual Roldán emprende un proyecto personal llamado Cruel Adicción(1998) y comienza a desempeñarse como productor artístico, trabajando con bandas de diferentes estilos como Traksion y Mastifal entre otros. También graba y produce su propio disco Resurgir, junto a Cruel Adicción.
A fines del 2004 retoma su carrera con Logos y regresa a los estudios para grabar Plan mundial para la destrucción y a continuación A través de los tiempos, ambos producidos artísticamente por Roldán. También el DVD de Plan mundial para la destrucción, grabado en vivo en el estadio Obras Sanitarias de la Ciudad Autónoma de Buenos Aires, Argentina. A principios de 2013, Logos se volvió a separar.
A partir de ese entonces Roldán vuelve a reactivar "Cruel Adicción" y realiza varias presentaciones hasta el comienzo de la pandemia del año 2019. En el 2023 vuelve a los escenarios con una banda que lleva su nombre para interpretar “La Industria del Poder”, primer disco de LOGOS en conmemoración de su 30ª aniversario. Actualmente se dedica a la producción artística y también a la docencia, actividad que ejerce desde hace varios años.

## Discografía

### Con V8
- El Fin de los Inicuos - 1986
- Homenaje (en vivo) - 1996

### Con Logos
- 1993: La industria del poder.
- 1995: Generación mutante.
- 1997: Demo.
- 1998: Tercer acto.
- 2006: Plan mundial para la destrucción.
- 2008: Plan mundial para la destrucción (DVD en vivo).
- 2009: A través de los tiempos.

### Con Cruel Adicción
- Demo - 1999
- Resurgir - 2003
- Resurgir - 2017 (Reedicion + Bonus Track)